# Штромбергер, Геннадий Юрьевич
Геннадий Юрьевич Штромбергер (род. 1 января 1956, Павлодар) — советский футболист и тренер. Выступал на позиции нападающего. Мастер спорта. Известен по своим выступлением за алма-атинский «Кайрат» и московский ЦСКА.

## Биография
Геннадий Штромбергер родился 1 января 1956 года в казахстанском городе Павлодар. Мать работала врачом, а отец инженером. Геннадий с самого детства занимался футболом и всегда был нападающим.
В 1973 году Штромбергер был приглашён в местный клуб «Трактор», однако надолго там не задержался, сыграв за полгода один матч, молодой футболист перешёл в главную команду Казахской ССР — «Кайрат». За дубль алмаатинцев он выступал около года, после чего начал привлекаться к основному составу команды. В сезоне 1974 года Штромбергер выходил на поле пять раз, только на замену. Этот сезон сложился для «Кайрата» неудачно, команда заняла предпоследнее, пятнадцатое, место и выбыла из высшей лиги. Поскольку Геннадий не успел закрепиться в основе, а в первой лиге не было чемпионата для дублирующих составов, руководство команды «раздало» своих молодых футболистов в казахстанские клубы, выступающие во второй союзной лиге, так Штромбергер оказался в семипалатинском «Спартаке», где провёл следующие четыре года. В 1977 году Штромбергер вместе со «Спартаком» стал победителем шестой зоны второй лиги СССР, однако в переходных матчах «Спартак», уступив одесскому СКА, не получил права на выступление в первой лиге.
В 1979 году «Кайрат» возглавил Игорь Волчок, который вернул Геннадия в команду. За алмаатинцев Штромбергер выступал до конца сезона 1981 года, в котором с двенадцатью мячами стал лучшим бомбардиром команды. В зимнее межсезонье Геннадий присоединился к московскому ЦСКА. За москвичей футболист выступал пять сезонов, был одним из лидеров команды. В 1986 году, после победы в чемпионате первой лиги, Штромбергер завершил свою карьеру.
С 1987 года начал работать тренером. Тренировал основной и второй составы ЦСКА, был начальником команды ЦСКА-2. В 2007 году вывел подмосковную «Истру» во второй дивизион. В 2008—2009 годах работал главным тренером московского клуба «Строгино».

## Достижения

### Командные
- Победитель второй лиги СССР (2): 1973, 1977
- Победитель первой лиги СССР (1): 1986
- Победитель ЛФЛ, МРО Центр (Москва, группа «А» (1): 2007

### Личные
- Мастер спорта (1981).